# Pablo Birger
Pablo Birger va ser un pilot de curses automobilístiques argentí que va arribar a disputar curses de Fórmula 1.
Pablo Birger va néixer el 7 de gener del 1924 a Buenos Aires, Argentina i va morir en accident de carretera el 9 de març del 1966 també a Buenos Aires, Argentina.

## A la F1
Va debutar a la primera cursa de la quarta temporada de la història del campionat del món de la Fórmula 1, la corresponent a l'any 1953, disputant el 18 de gener el GP de l'Argentina al Circuit Oscar Alfredo Galvez.
Pablo Birger va participar en dues curses puntuables pel campionat de la F1, les corresponents al Gran Premi de l'Argentina de les temporades 1953 i 1955.

## Resultats a la Fórmula 1
| Any  | Equip          | Xassís  | Motor   | 1       | 2   | 3   | 4   | 5   | 6   | 7   | 8   | 9   | Posició | Punts |
| ---- | -------------- | ------- | ------- | ------- | --- | --- | --- | --- | --- | --- | --- | --- | ------- | ----- |
| 1953 | Equipe Gordini | Gordini | Gordini | ARG Ret | 500 | HOL | BEL | FRA | GBR | ALE | SUI | ITA | -       | 0     |
| 1955 | Equipe Gordini | Gordini | Gordini | ARG Ret | MON | 500 | BEL | HOL | GBR | ITA |     |     | -       | 0     |

### Resum
| Curses: | Victòries: | Pòdiums: | Poles: | Voltes ràpides: | Punts: |
| ------- | ---------- | -------- | ------ | --------------- | ------ |
| 2       | 0          | 0        | 0      | 0               | 0      |